# صمويل بيكيت
صامويل باركلى بيكيت (بالإنجليزية: Samuel Beckett) كاتب إيرلندي، كاتب مسرحي، بالإضافة أنه كان ناقد أدبي وشاعر(ولد في فوكس روك، دبلن في 13 ابريل عام 1906 - توفي في باريس في 22 ديسمبر 1989). كان من أحد الكتاب المشهورين في القرن العشرين. كما انه يعد من أهم الحداثيين لأنه كان يسير على نهج وخطى جيمس جويس. كما أنه كان متأثرا بالكتاب العظماء الذين أتوا من بعده. بالإضافة إلى ذلك يعد بيكيت الكاتب الأهم في السلوك الأدبى لتيار مارتن اسلن الذي يطلق عليه «مسرح العبث». كتب أكثر أعماله باللغتين الفرنسية والانجليزيه ثم ترجمها بنفسه إلى لغات أخرى. يعتبر من أهم أعماله الأكثر شيوعا وشهره فى انتظار غودو.
من أهم ما يميز أعمال بيكيت أنها بسيطه وجوهريه. ووفقا لبعض تفسيراته، أنه كلما كان يكتب أعماله وفقا للإنسان المعاصر كان بالفعل يميل إلى التشاؤم. قد شرح بيكيت هذا التشاؤم بأسلوب «الفكاهة السوداء» في تلك الأعمال التي أتى بها في صورة الإيجاز والاختصار. حصل بيكيت على جائزة نوبل في الأدب عام 1969 تكريما له على أعماله التي كونها بشكل جديد في أنواع الروايات في الأدب المسرحى، كما أنه نسق عرض أعماله بناءً على «فقر الإنسان المعاصر». بالإضافة إلى انه تم اختياره رئيسا لجمعيه صاوى في ايوسدانا في ايرلندا عام 1984.

## حياته

### الطفولة والتعليم
يرجع بيكيت لأصول فرنسية من المذهب الكالفيني أي هاجينوت ويرى البعض أنه هو وعائلته هاجروا سويا من فرنسا إلى ايرلندا، وذلك بعد إلغاء «مرسوم نانتيس» في عام 1685. لكن يعتقد عدم صحة هذا القول. والده كان يعمل مهندس معماري أما والدته فكانت تعمل في مجال التمريض وكانت لها معتقدات دينية عميقة تابعة لأفكار «كويكر». أما عن عائلته فكانت تتسم بالطابع الديني حيث أنها كانت عضوا في «الكنيسة الإنجليكانيه» بايرلندا. كانت تسكن بيتا كبيرا يوجد في «كولدرينجه» الموجود في ضواحي فوكس روك في دبلن، أشرف على بنائه «ويليام» والد صمويل، ويوجد بالحديقة التي بمنزله ملعبا للعبة التنس، من خلال شعر بيكيت يتضح لنا حياته، مكان معيشته، فهو يعيش ببيت به حديقة إلى جانب المساحات الخضراء المخصصة للمسابقات الرياضية التي كانت بجانب القرى التي كان يتنزه بها مع والده، كما اتضح من شعره أن بيته كان في بداية الشارع الذي كان ينتهي بمحطة فوكس روك ومحطة القطار.
ولد بيكيت في 13 ابريل 1906. إلا أنه تم تسجيل ولادته بتاريخ 13 مايو. صادف تاريخ ولادته (الجمعة العظيمة) التي تسبق أحد القيامة. كان صامويل على العكس من أخيه فرنك فقد كان أخوه قويا ولينا أما هو فقد كان ضعيفا، عنيد وصعب الإرضاء. تلقى بيكيت تعليمه الأول في فن الموسيقى وهو في الخامسة من عمره. عندما ذهب إلى روضة الأطفال (الحضانة). بعد ذلك انتقل منها إلى مدرسة «ايرلسفورد» التي في ضواحي هارفورد التي في وسط المدينة. ثم انتقل إلى مدرسة «بورترا رويل» الموجودة في (فيرمانغ، انيسكلين) والتي كان يدرس بها أيضا اوسكار وايلد. بيكيت الذي كان بطبيعته رياضيا كان ناجحا في الكريكت كونه اعسر. بعد ذلك، أخذ في فريق جامعة دبلن ولعب في المباراة الثانية التي كانت مقابل نادى الكريكت بمدينة نورث هامبتون. بالإضافة إلى ذلك، يعد بيكيت الشخص الوحيد الحاصل على جائزة نوبل الذي يحتل مكانا عظيما في «ويسدين للاعبى الكريكت» الذي يعتبر كتابا مقدسا في لعبة الكريكت ويذكر فيه انجازات لعبة الكريكت.

## أول كتاباته

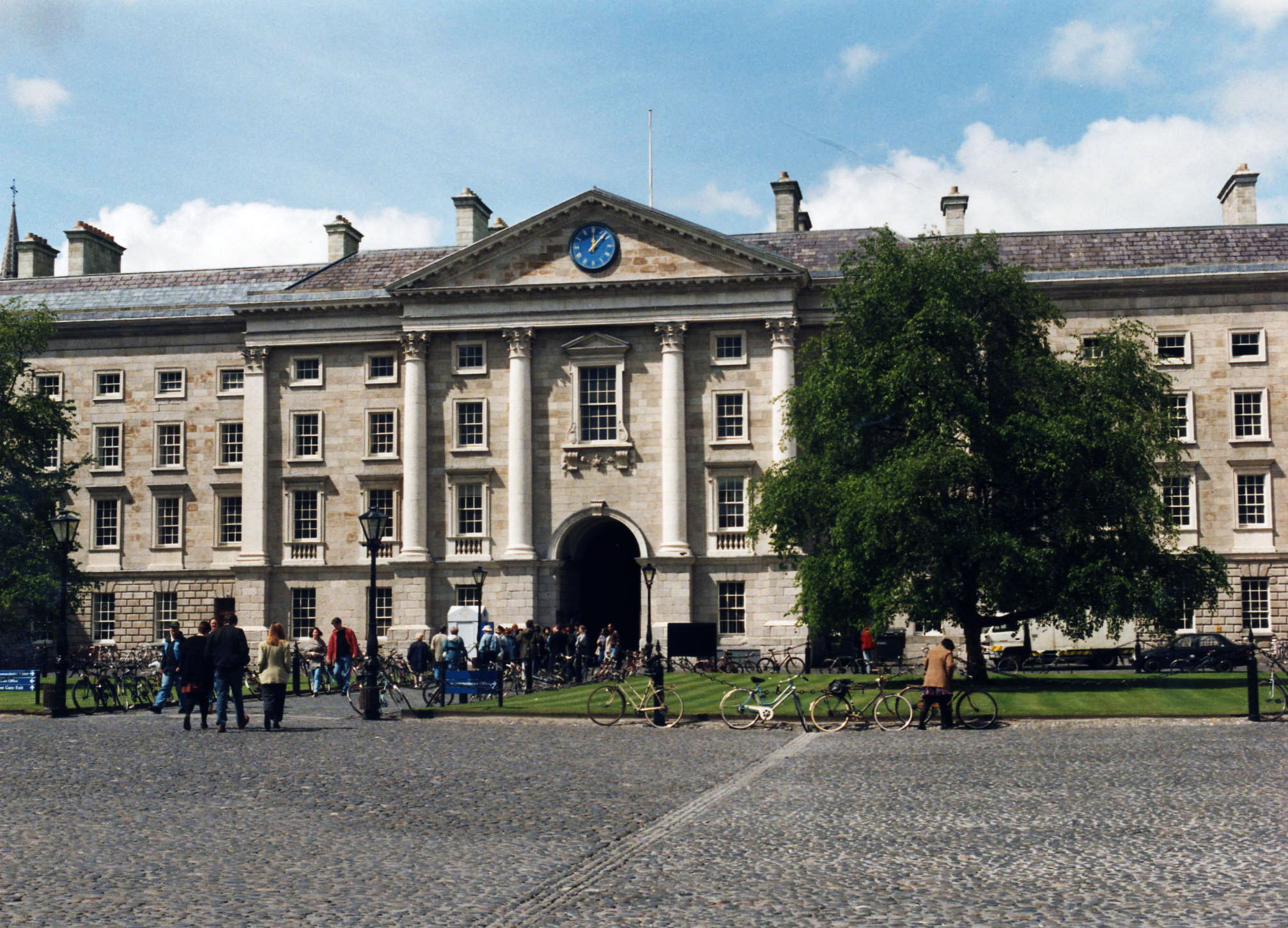
الحرم الجامعي لبيكيت في كليه ترينتي لتعليم اللغة الفرنسية والإنجليزية والإيطالية

تلقى تعليمه في اللغات الفرنسية، والإنجليزية والإيطالية في جامعة ترينتي التي في دبلن. من أهم المعلمين البارزين في عصره الباحث بيركلي والدكتور آرثر أستون لوس. بعد أن حصل بيكيت على الليسانس في الخطوط الجوية البريطانية أتم تعليمه في جامعة كامبل الموجودة في بلفاست. قد بدأ العمل في مدرسة المعلمين العليا في باريس. قد تعرف على الكاتب المشهور الايرلندي جيمس جويس من خلال صديقه المقرب الشاعر توماس ماكريفي. كان هذا التعارف له تأثير خاصا على الشاب بيكيت. حيث أصبح مساعد لجويس في أعمال كثيرة وهامة للغاية. وقد أجرى مباحثات عديدة لإتمام كتاب جويس الذي سيتم نشره باسم «فينجانس ويك». قد نشرت مختارات نقدية لبيكت باسم «دانتي... برونو. فيكو.. جويس» العمل الأول الذي طبع له. دافع بيكيت في هذه المقالة عن الإدعاءات الموجهة لجويس بأن مقالاته غير اخلاقية، غامضة ومعتمة. كما ظهر في كتاب المسمى «التقدم في العمل» (أور إكساجمينايشن راوند هيز فاكتيفيكايشن فور إنكامينايشن وورك إن بروجريس) مجموعة من الآراء متعلقة بجويس ومن أحد المشاركين به ييوجين جولاس، روبرت مكالمون ويليام كارلوس وليامز.
كما وجدت علاقات اجتماعية وأسرية بين بيكيت وجويس والتي لم تستمر نتيجة لمشاعر بيكيت تجاه «لوسيا» ابنه جويس. في أثناء هذه الفترة القصيرة نشر لبيكيت أول مقالة قصيرة له «الافتراض» في مجلة أدبيه «المحطة» التي أنشأها «جولاس». حصل بيكيت على جائزة أدبية صغيرة تكريما له على شعره المطلق عليه «وروسكوب» والذي كان قد كتبه على عجلة في السنة التالية. في الوقت الذي قرر بيكيت ان يتقدم لنيل هذه الجائزة قد كتب شعر بإلهام من السيرة الذاتية بشأن رينيه ديكارت والتي كان يقرؤها حينئذ.

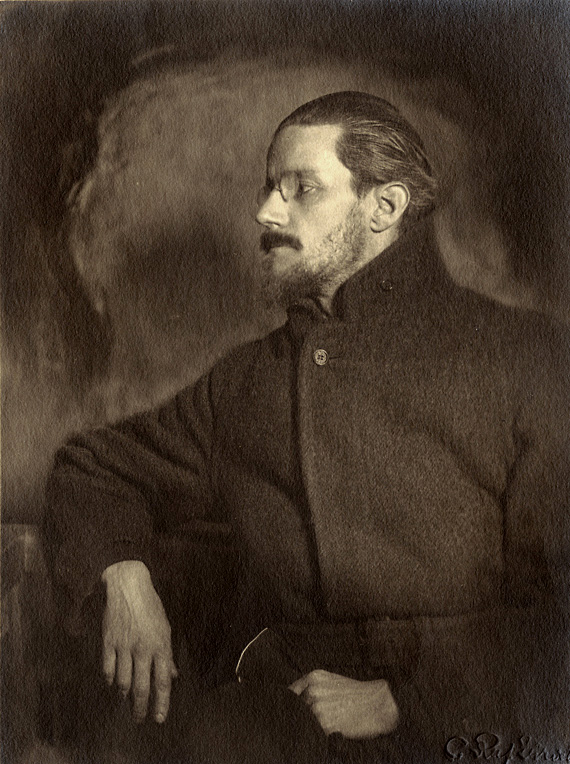
جيمس جويس صديق بيكيت الذي تأثر كثيرا بأعماله

عاد بيكيت إلى جامعة ترينتي محاضرا في عام 1930. ثم ترك الجامعة في نهاية الفترة الدراسية الرابعة في ديسمبر 1931. كان بيكيت شخصية انطوائية الأمر الذي لا يناسب مهنة التدريس المهنة التي تحتاج إلى مخالطة الناس ومواجهتهم. فخلقت عنده اضطرابات سلوكية وانحرافات مزاجية الأمر الذي تزايد نتيجة شكوى الطلاب من مواقفه الإجبارية لهم وقلة مادته العلمية المقدمة لهم بالإضافة إلى، كثرة إنذار المديرين له. اسفر كل ذلك عن تأليفه مسرحية في جمعية اللغات الحديثة بدبلن. كما اعد مقالة مجمعة في شأن الكاتب «جان دو شاس» الذي من مدينة تولوز مؤسس تيار «المتراكز» الذي اختلقه لإدعاء العلم الموجود آنذاك وأصبح ناتج خيالي للجميع. في عام 1931 أنهى بيكيت وظيفته في تخصصه الأكاديمي مغادرا جامعة ترينتي. إثر ذكرى هذا الموقف الذي كان بحياته، كتب شعر المسمى «جنوم» مستلهما من روايةسنوات تعلم فلهلم مايستر للكاتب يوهان فولفغانغ فون غوته. تم نشر شعره في «مجلة دبلن» في نهاية عام 1934.
| صمويل بيكيت | الانسان يهدر وقته بالتعليم لأن الحياة الواقعية تعلمنا أكثر و تأخذنا بعيدا عن فظاظة و سخافة التعليم | صمويل بيكيت |

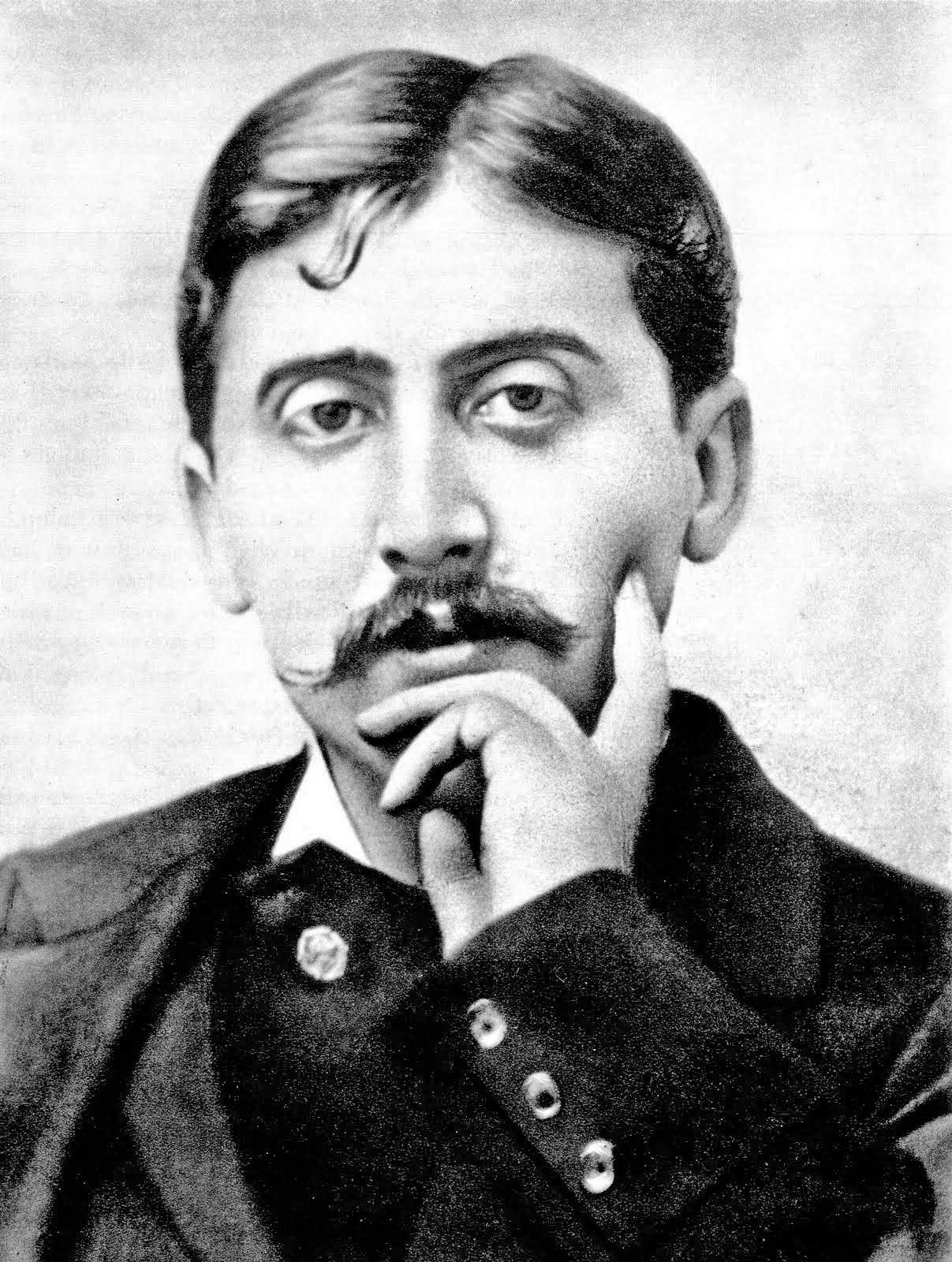
مارسيل بروست الذي كتب بيكيت بشأنه مقالات نقدية

بعد مغادرته لجامعة ترينتي بدأ حياته السياحية بالرحلات في اوربا. ظل في لندن لفترة ما نشر خلالها مقالات نقدية باسم بروست الخاصة بالكاتب الفرنسي مارسيل بروست.
بعد عامين في لندن خضع للعلاج الذي استمر عامين تحت اشراف الدكتور «ويلفريد بيون» في تافيستوك كلينيك
لتاثره بوفاة والده. أعطى بيون الفرصة لبيكيت لدخول المحاضرة الثالثة للطبيب النفسي كارل يونغ. والتي كانت بشأن «لم نولد كما ننبغي أبدا» والتي تذكرها بيكيت حتى بعد مرور أعوام من عمره. قد ورد في أعمال بيكيت تأثره بوجهات النظر التي كانت هناك واعماله التي تشهد على ذلك واط وفى انتظار غودو. كانت «أحلام المرأة العادية» هي أول روايات بيكيت والتي كانت في عام 1932. إلا أنه تنازل عن نشر الكتاب بسبب النقد السلبي من الناشرين له وظل كذلك لم ينشر حتى عام 1933. وبالرغم من عدم نشره لهذه الرواية إلا أنها كانت مرجعا هاما لبيكيت في كثير من الأشعار ولمجموع قصص سماها «علاقات بلا عشق» والتي تعتبر أول كتاب تم نشره لبيكيت في عام 1933. لقد نشر بيكيت بعض من مقالاته وأبحاثه في هذه الفترة. من هذه المقالات «الشعر المعاصر في ايرلندا» (الأديب، اغسطس 1934) «الفلسفة الإنسانية» والتي دقق فيه شعر صاحبه «توماس ماكجريفى» (مجلة دبلن، يوليو_ سبتمبر).
وجد بيكيت بعد فحصه لأعمال ماكجريفي، بريان كوفى، دينيس دفلين وبلانيد سالكيد أنهم لم يصلوا إلى النجاح الكافي وعلى الرغم من ذلك دافع عنهم لأنهم كانوا معاصرين وتفوقوا أكثر من عمل عصر النهضة الأدبية الإيرلندية ولدعمه لهذا الرأى رشح عزرا باوند، ت. س. إليوت والرمزيين الفرنسيين لمهمة زعامة وريادة الشعر. وعرف أنه وضع حجر الأساس في الشاعرية للشعراء الذين عاشوا في ايرلندا وفي نفس الزمان وضع القواعد الأساسية للفنون البصرية. في عام 1935 اشتغل بيكيت بروايته ميرفي وهي نفس السنة التي نشر فيها كتابه في الشعر «عظام ايكو ورواسب أخرى». في شهر مايو من نفس العام أرسل إلى ماكجريفي ليخبره أنه ذاهب إلى موسكوفو للعمل في مجال السينما وكذلك لرغبته في العمل مع سيرجي آيزنشتاين في معهد غيراسيموف للسينما.
كان بيكيت قد كتب رسالة إلى سيرجي آيزنشتاين وفسيفولود بودفكين طلب فيها منهما العمل معهما وذلك في منتصف عام 1936. وهذه المبادرة للعمل معهما كانت غير جدوى لعدة أسباب منهما عدم وصول الرسالة إليهما، كذلك مرض آيزنشتاين وإصابته بالجدرى وعدم وضوح كتابة السيناريو «بيزهين ميدو» الذي كان مشروع فيلم والذي تم تأجيله.
في عام 1936 انتهى بيكيت من كتابه رواية ميرفي. قام بعدها برحلة إلى ألمانيا سجل خلالها معلومات كثيرة للغايه فيها آثار الحضارة العريقة التي رآها هناك، كما أنه سجل ملاحظاته على استيائه ضد حركة «الاشتراكية الوطنية» والتي بدأت بمحاصرة الدولة ككل. وبعد فترة قصيرة عاد إلى ايرلندا واهتم بنشر رواية ميرفي وذلك في عام 1937. قام بنفسه بترجمة ميرفي إلى اللغة الفرنسية في السنة التالية. استهوى بيكيت الحياة في باريس، ذلك نتيجة للخلاف الذي كان بينه وبين والدته. استقر بيكيت في باريس خلال فترة الحرب العالمية الثانية ومما دعم حب استقراره في باريس هو أن فرنسا رجحت ايرلندا في المصالحة. لقد قضى بيكيت علاقه قصيرة مع «بيغي غوغنهايم» في ديسمبر عام 1937. في يناير عام 1938 في باريس بينما كان يحاول ترجمة رواية «الإصرار على بيع النساء»bir kadın satıcısının ısrarlarını geri çevirmeye التي نالت لقب «التدبري» كلقب تهكمي ساخر. تعرض بيكيت للطعن في صدره إلا أنه تعافى شيئا فشيئا فعاد إلى الحياة بعد أن أشرف على الموت. كان جيمس جويس قد اعد غرفة في المستشفى لبيكيت أثناء جرحه. اهتمت الكاتبة «سوزان ديشافوكس دومسنيل» بخبر حادث بيكيت بسماعها عنه من الرأي العام والتي كانت على معرفة بعيدة من بيكيت من خلال مجيئه إلى باريس. ثم بدأت بينهما علاقة استمرت طوال الحياة. أثناء الاستجواب الأول لبيكيت سئل عن سبب طعنه ومهاجمته فكان الجواب («لا أعلم سيدي أنا آسف»).

### الحرب العالمية الثانية
انضم بيكيت إلى المقاومة الفرنسية في أواخر الاحتلال الألماني الذي كان في عام 1940. عمل جاسوس على مدار سنتين وتخلص من المداهمات العديدة من قبل جستابو. في اغسطس عام 1942 هرب إلى الجنوب بصحبة زوجته سوزان بسبب اخبار وحدة المخابرات عنه. واختبأ في قريه روسيون، فوكلوز (إقليم فرنسي) التي بمناطق إقليم ألب كوت دازور. من هناك استمر في مساعدة المقاومة الفرنسية حيث كان يخبئ المعدات الحربية في حديقة كانت خلف المنزل. على مدار العامين اللذين عاشهما في روسيون قامت عصابة مقويس بعمليات تخريب ضد الجيش الألماني في منطقة جبال فوكلوز.

ميدالية وسام المقاومة التي منحت لبيكيت

لقد كافأته الحكومة الفرنسية بإعطائه مجموعة من النياشين منهما، صليب الحرب (Croix de Guerre) ووسام المقاومة (Médaille de la Résistance) بسبب مجهوداته العظيمة ضد الاحتلال الألمانى. كما أطلق على أعماله في هذه المرحلة «أعمال الكشافة». ألف رواية واط خلال الفترة الزمنيه التي قضاها في روسيون وقد سماها بهذا الاسم بسبب«عزلته عن الناس وانقطاعه عنهم».(بدأ كتابة هذه الرواية في عام 1941 وانتهى منها في عام 1945, إلا انها لم تنشر حتى عام 1953.

## الروايات والمسارح المشهوره
عاد بيكيت إلى دبلن عام 1945 والذي لم يبق بها طويلا. عمل بيكيت مسؤول مخزن ومترجم في مستشفى الصليب الأحمر بمدينة «سانت لو» الموجوده في ايرلندا. ثم ذهب إلى والدته في دبلن من جديد في عام 1946. في أثناء هذه الزيارة وجد تغير وتحول تفكيره في غرفة والدته الامر الذي جعله يغير من نمط حياته ويتجه بها إلى الأدب. ألف بيكيت مسرحية (شريط كراب الأخير) بعد هذه التجربة. وفي ليلة عاصفه جال بيكيت بخياله في أحداث مسرحية «شريط كراب الأخير» فتوصل ان رسم ملامح شخصية كراب في المسرحية. استكمل رسم الشخصية من جميع جوانبها على رصيف الطريق المستقيم «دَنْلاوغهايْر». يرى بعض النقاد أن بيكيت قد جسد شخصيته وتخيلها في شخصية كراب وأنها شخصية معبرة عن الجو الذي عاش فيه بيكيت وملخص لتاريخ حياته. أثناء عرض شريط المسرحية واستماع بيكيت له جعل بيكيت يتذكر ما عاشه من ذكريات. فتحدث إلى نفسه قائلا: أن الظلام الذي تعودت عليه دائما يكمن في الحقيقة الذاتية لجوهر الحياة. إلا أنه أثناء عرض الشريط حدث تلف له فانقطع العرض ولم يعلم الجمهور أحداث المسرحية الباقية وبالتالى اختفت باقي أحداث شخصية كراب.

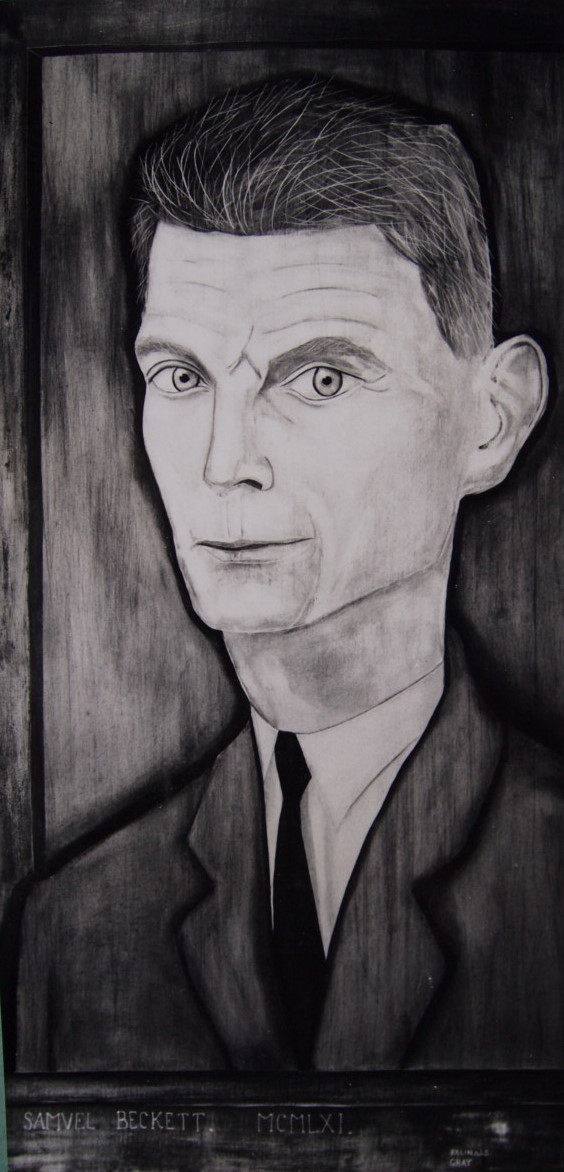
اللوحه الفنيه التي رسمها ريجنالد رمادي لبيكيت

أثناء تسجيل بيكيت مع «نولسون» أخبره بأن جيمس كان صديقه. وفقا لكلام بيكيت، بأن تجربته الأدبية كانت مستوحاة من علاقته مع جيمس جويس. كما يلمح من كلامه احتمال بقاء جيمس جويس في الظل مدى الحياة. ووفقا لحديث «نولسون» نستطيع أن نفهم بأن هذه التجربة الأدبية هي النقطة الأولى في تغيير حياة بيكيت، كما يرى أن بيكيت قد شعر بضآلته أمام قوة جيمس جويس الأدبية بالنسبة له. صرح «نولسون» أثناء كتابة السيرة الذاتية عن تجربه بيكيت وتجربته والمسماة (لعنة الشهرة). قد شرح فيه التصريحات التي أخذها من بيكيت: أن بيكيت أدرك أن ما تحصل عليه من معلومات في هذا المجال لا يساوى شيئا بالنسبة لما تحصل عليه جيمس جويس. كما تبين له أن طريقه الخاص كان مثيرا في بحر المعلومات، كما طور الملحقات الدارجة بالمعرفة كذلك كان شديد الاهتمام بكلا من الامور الهامة والخاصة. رفض بيكيت مبادئ جويكا التي تدور حول معرفة فهم العالم والطرق الفعالة للمعرفة كما ركز طرق عمله على الفقر، الفشل والضياع. كما يرى بيكيت ان رجل بدون عقل كرجل بدون جدوى. تحور الوضع لدى بيكيت منذ اللحظات الأولى التي اقتحم فيها هذا المجال ظهر ذلك من خلال مسرحياته العظيمة.
نشر جان بول سارتر في مجلة العصر الحديث للقصة القصيرة التي كتبها بيكيت المسماة جناح والتي انتشرت بعد ذلك باسم النهاية أو «لافين» دون أن يدرك بأنه سلم نصفها. قد رفض نشر الجزء الثاني من القصة القصيرة «سيموان دى بوفوار». قد بدأ بيكيت بكتابة روايته الرابعة «مرسييه وكامير» والتي لم تنشر حتى 1970. كما كتب بعد انتهائه من هذه الرواية بفترة قصيرة روايته التي خلدت أعماله وكانت أكثر شهرة فى انتظار غودو، والتي كانت من أطول أعماله وأهمها كتابة باللغة الفرنسية.
والأصح من ذلك أن بيكيت كتب أكثر أعماله باللغة الفرنسية ليكون ثلاثيته من الروايات مولوي، مالون يموت و "الأسماء الضائعة". على الرغم من أن اللغة الإنجليزية هي لغته الأصلية إلا أنه أثار استعمال اللغة الإنجليزية حيث استسهل نظامها وبأنها لغه غير مقيده بأساليب وبمصطلحات صعبة. أحب بيكيت اللغة الفرنسية التي تذكره" برائحة الغربة"و كتب باللغة الفرنسية أيضا من أجل "التخلص من تلقائية استخدام اللغة الأم كاستخدام جوهرى. كانت مسرحية فى انتظار غودو هي نقطة انطلاق بيكيت والسبب في شهرته الأدبية. قد قال الناقد "فيفيان مرسييه": "على الرغم من أن بيكيت لم يمر بأحداث هذه الأعمال، التي يستحيل صياغتها بشكل نظرى إلا أنه نجح في كتابة مسرحية لا تزال عالقة في أذهان المشاهدين، علاوة على ذلك قرر صياغة ما حدث في الفصل الثاني على غرار ما حدث في الفصل الأول بمهاره إذن فقد نجح في كتابة المسرحيه مرتين دون أن يمر بتجارب شخصية في أحداثها".
كانت مسرحية فى انتظار غودو من أول الأعمال التي كتبت باللغة الفرنسية مثل أكثر أعماله إلى توالت بعد عام 1947.وقد ألف هذه المسرحية ما بين اكتوبر عام 1948 ويناير عام 1949. ثم عرضت هذه المسرحية للمرة الأولى في عام 1953 والتي قد نشرت عام 1952. نجحت هذه المسرحية نجاحا باهرا في باريس ونالت شهرة كبيره بين نقاد المسرح وقد نوقش بيكيت في ذلك. أما في لندن فقد تلقى بيكيت انتقادات سيئة عندما عرضت المسرحية إلا أنه قد تخلص من الانتقادات الهادمهة والغير بناءة من «هارولد هوبسون» من مجلة «صنداى تايمز» وأيضا من «كينيث تينان». أما في الولايات المتحدة لم تنل اعجاب الجمهور في ميامى. في نيويورك فلقد لقت نجاحا كبيرا بسبب 59 عرض لها. ثم بعد ذلك صارت مسرحية مشهورة لاقت نجاحا في الولايات المتحدة وألمانيا.

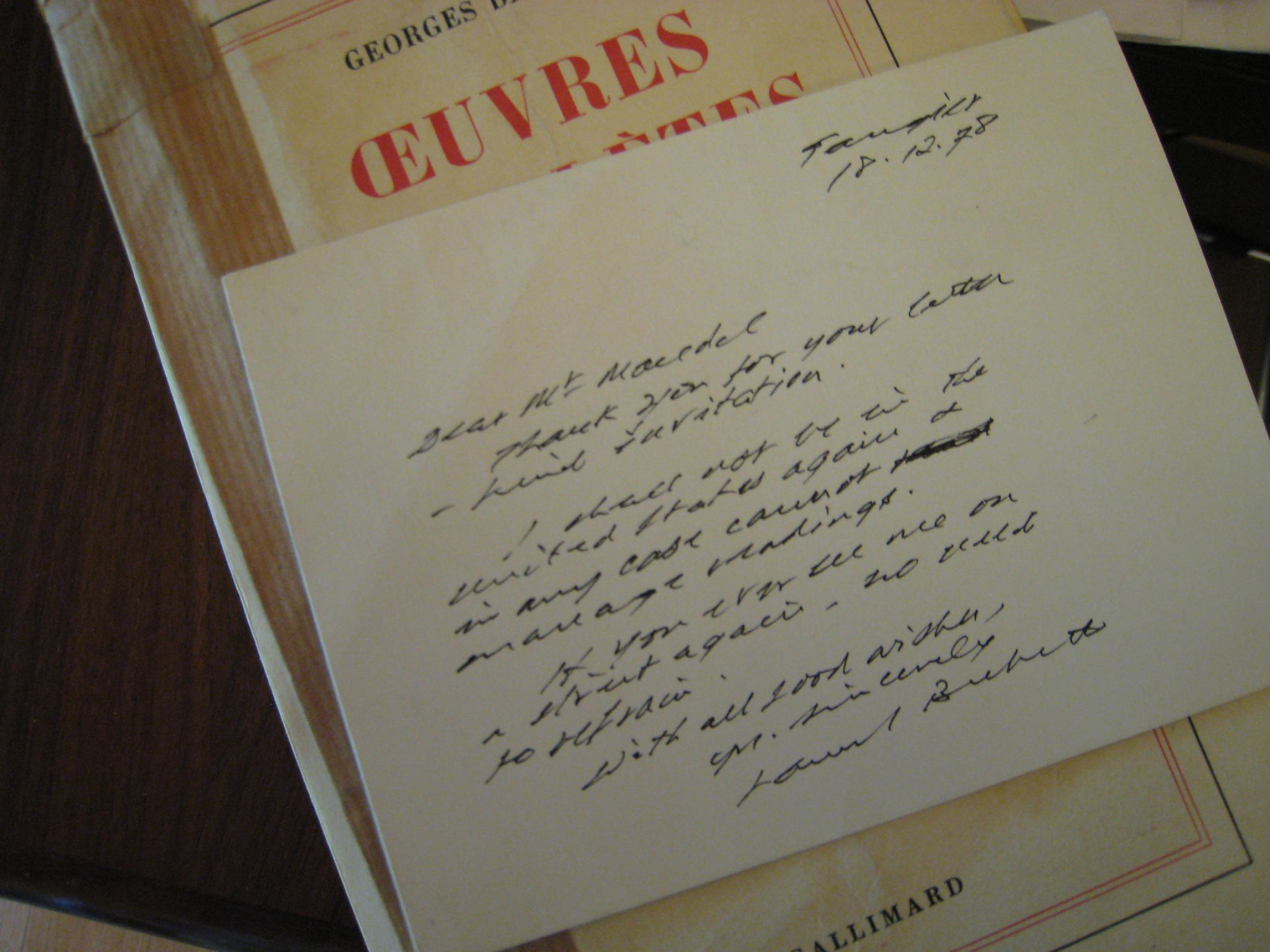
الكتابة اليدوية لبيكيت على بطاقة بريدية

بيكيت قد كتب أعماله باللغة الفرنسيه ثم قام بترجمتها إلى اللغة الإنجليزية بنفسه ما عدا رواية مولوي الذي ترجمها «باتريك بولز». كانت مسرحية فى انتظار غودو أثر كبير على الكاتب حيث فتحت نجاحا كبيرا له في المسرح. ولقد داوم بيكيت في كتابة المسرحيات فترة طويلة منهم، (نهاية اللعبة) عام 1957, ومسرحية (شريط كراب الأخير) عام 1958 باللغة الإنجليزية، «الايام السعيدة» عام 1960، اللعبة (مسرحيه) عام 1963. وبالتعرف على أعمال بيكيت نجد أنه ربح جائزة (فورمنتر للناشرين العالميين) والذي شاركه فيها خورخي لويس بورخيس.

## حياته وأعماله فيما بعد ذلك
تعتبر الفترة 1960 بداية تغير في حياة بيكيت الخاصة وكذلك حياته الأدبية. بدأت بزواجه من سوزان بحفله سريه خاصة في انجلترا عام 1961
وذلك نتيجة لقانون الإرث الفرنسى. لقد وجهت إليه دعوات لتدريب الممثلين والمسرحيات في أماكن عالمية كثيرة للغايه وذلك نتيجة لنجاح مسرحياته. وفي نهاية هذه المرحلة قد تخصص مخرج مسرحي. نتيجه لإخراجه المسرحية الإذاعية «جميع الساقطون» أخذ راتبا من البرنامج الثالث بي بي سي. كما استمر بيكيت في كتابه المسرحيه الإذاعيه بشكل غير منتظم. انتهى به الأمر إلى الكتابة للسينما والتليفزيون. إضافة إلى ذلك فلقد بدأ مجددا بكتابة أعماله باللغة الإنجليزية. ومن جهة أخرى، فلقد استمر بكتابة بعض أعماله باللغة الفرنسية حتى آخر حياته.
قد جسد المخرج «كارى اليوس» في فيلم (الأميرة العروس) ما فعله بيكيت إلى روسيموف قد شرح فيه أن «روسيموف» كان جار لعائلة بيكيت لدرجة أنه كان من أحد أفراد العائلة، أن بيكيت كان يوصله إلى المدرسة كل يوم لعدم قدرته على ركوب وسيلة المواصلات لأنه كان ضخم القامة. هذا الطفل الذي يدعى «آندريه روسيموف» عرف بعد ذلك باسم المصارع المحترف «آندريه العملاق».
في عام 1919 أثناء قضائه إجازته الصيفية في تونس مع سوزان علم أنه ربح جائزة نوبل في الأدب. لقد وصفت سوزان هذه الجائزة بالكارثة حيث كانت ترى أنها تحمله أعباء كثيرة الناتجة عن الشهرة فقد كان متبعا لخطوات كثيرة لحياته الخاصة البعيدة عن الأنظار. لم يذهب بيكيت لاستلام الجائزة. رغم أنه لم يخصص وقتا للمحادثات إلا أنه كان يتقابل مع الفنانين وباحثي الآداب بين حين وآخر في فندق باريس PLM' المتواجد بالقرب من منزله في مونتبارناس.

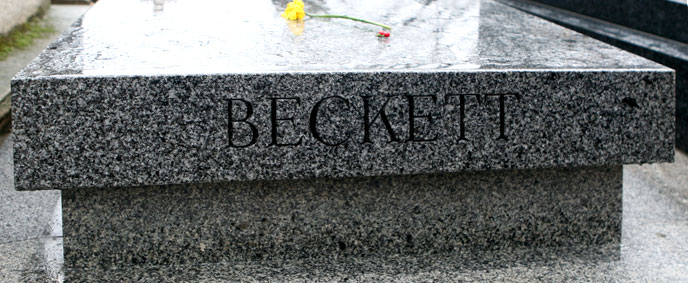
ضريح صامويل بيكيت المكون من أحجار الرخام في مونتبارناس

توفيت (سوزان) في 17 يوليو 1989. توفي بيكيت في نفس العام بعد تواجده في غرفة الرعاية بسبب مرضه الا وهو انتفاخ الرئة ويحتمل شلل رعاش. دفنا معا في ضريح واحد في مونتبارناس في باريس بناء على وصية بيكيت نفسه، كما أوصى بيكيت بأن يكون لون ضريحه رمادي وأن يبنى من الرخام.

## أعماله
بحكم كونه كاتبا يمكن تقسيم أعماله إلى ثلاث أقسام. أولا: الأعمال الأولى هي تلك الأعمال التي كانت مستمرة حتى نهاية الحرب العالمية الثانية عام 1945. ثانيا: المرحلة المتوسطة هي تلك الأعمال التي أنتجت أفضل آثاره والتي عرفت في الفترة 1945 حتى بداية عام 1960. ثالثا: المرحلة الأخيرة هي تلك الأعمال التي ظهرت في الفترة ما بين 1960 حتى وفاته. وفي هذه المرحلة امتازت كتابات بيكيت بالنضج الفني والأدبي وبالقصر في الكتابة.

### المرحلة الأولى
تأثر بيكيت كثيرا بأعمال جيمس جويس والذي كان صاحب الفضل عليه في أعمال المرحلة الأولى من حياته. جهز بيكيت أعماله بدقة عالية والتي كتبها بلغة تعد مشتقة من أسلوب جيمس جويس كما تعد بعض أقسام هذه النصوص غامضه إلى حد ما. ظهر ذلك الأسلوب واضحا في الجمل الافتتاحية لمجموعة قصصه القصيرة المجمعة في كتابه «علاقات بلا عشق» في عام 1934.
أتى الصباح ومازال بيلاكوي عالقًا عند الفقرة الأولى لقصيدة كانتي في القمر. كان يشعر بالحيرة لأنه لم يكن قادرًا لا على المضي قدمًا ولا على العودة إلى الوراء. كانت بياتريس هناك، ودانتي أيضًا، وكانت توضح له ماهية النقاط (المواضع) علي القمر. لكنها أظهرت له أولًا أين أخطأ ومن ثم أوضحت تفسيرها للأمر. كانت إجابتها من عند الله لذا كان يمكنه الاعتماد علي مدى دقتها على وجه الخصوص.
يعتبر هذا القسم مقتبسا من خطابات دانتي أليغييري والتي كانت مدونه في كتابه الكوميديا الإلهية والذي يعتبر مسربا هاما للقراء الذين لم يعرفوا هذا الاثر من قبل. كما يوجد دلالات لآثاره المذكورة فيما بعد. كشخصية بلسكوا «بيلاكوى» التي تعتبر مثالا للكسل والخمول، وقد كتبها بيكيت من خياله وكون جمل هذه الشخصية بطريقه فكاهيه تؤدى بشكل ساخر. قد شوهد عناصر مماثله للشخصيه في الرواية الأولى الذي نشرها بيكيت في عام 1938 باسم ميرفي. كما لوحظ في روايات بيكيت الجنون والشطرنج مكررا بكثره واللذان ذكرا باستمرار في أعماله بعد ذلك. كما يلاحظ في مضمون هذه الرواية دليلا على الحد الأدنى للتشاؤم والفكاهة السوداء الذي أحيا بها بيكيت جميع آثاره كمثل الجمل الافتتاحية لهذه الرواية
| صمويل بيكيت | الشمس تتلألأ في جميع العالم لأنه لا يوجد لديها خيار آخر | صمويل بيكيت |

بينما كان بيكيت يختبئ في روسيون أثناء الحرب العالمية الثانية كتب واط وإن كان أسلوبه فيها أقل حماسه مع تضمنه نفس المواضيع. وفي بعض اجزاء هذه الرواية استكشف حركات بشرية على شكل رموز رياضية. كما كان بيكيت حاملا للهم والغم الذي ظهر به بشكل حاسم في أعماله المسرحية والروائية التي جاءت بعد ذلك. هذه الفترة أيضا ظهر فيها كتابات بيكيت باللغة الفرنسية. كما نلمح في هذه الفترة أعمال آخرى لبيكيت بلغات أخرى تميزت بالبساطة في الأسلوب كما هو واضح وظاهر غى رواية واط. كما نلمس البراءة والنقاوة في بعض أشعاره التي كتبت باللغة الفرنسية، على العكس من ذلك نلمح الغلظة والحدة في أشعاره التي كتبها باللغة الإنجليزية في نفس الفترة والتي جمعها في كتابه المسمى «عظام ايكو ورواسب أخرى».

### المرحلة المتوسطة
في نهاية الحرب العالمية الثانية اهتم بيكيت في كتاباته باللغة الفرنسية باعتبارها اللغة الرسمية للآداب. أسفرت التجربة الخاصة ببيكيت والتي عاشها في غرفة والدته في دبلن عن إعطاء وظهور أفضل أعماله والتي توضح تولد الذات من الحياة الداخلية.
كتب بيكيت بعد الحرب العالمية الثانية وعلى مدار «خمس عشرة سنه» أربع مسرحيات طويلة: مسرحية فى انتظار غودو من عام 1948 حتى عام 1949, مسرحية (نهاية اللعبة) من عام 1955 حتى عام 1957, (شريط كراب الأخير) عام 1958, مسرحية (الأيام السعيدة) عام 1960.
وفي المطلق العام بشكل صحيح أو خاطئ هذه الأعمال الأربعة كانت بشأن مسرح العبث. وعلى الرغم من أن بيكيت كان وجودي إلا أنه تناول أعمال المفكرين الوجوديين بنمط (الكوميديا الساخرة) في هذه المسرحيات الأربعة.
كان بداية ظهور مسرح العبث للمرة الأولى في كتاب «مارتن اسلن» والذي أطلق عليه أيضا هذا الاسم. وقد اقتبس بيكيت وغودوا جزءا هاما من هذا الكتاب. كما زعمت «اسلن» أنه قد اكتمل مفهوم العبثية في مسرحيات ألبير كامو الذي كان كانت مسرحياته ورواياته عرضا أمينا لفلسفته في الوجود والحب والموت والثورة والمقاومة والحرية، وكانت فلسفته تعايش عصرها. ولهذا قد وصف النقاد بيكيت مخطئين بأنه وجودي في كثير من الأحيان. لم يكن بيكيت متعلقا بالوجودية على الرغم من استخدامه لمواضيع مشابهه في أعماله، اضافه إلى ذلك أنه اعترض أيضا على مفهوم مسرح العبث.
تشرح مسرحيات بيكيت في مجملها العام (اليأس) الذي نشعر به تجاه حياة غير مفهومة والتي لا نستطيع معرفة حقيقتها. وعلى الرغم من هذا نجده يشرح في مسرحياته وكتاباته إرادته في طلب استمرار الحياة والبقاء بها.
في مسرحية (نهاية اللعبة) من خلال كلمات نيل وهو من أحد الشخصيات بها، الذي كان يعيش في صناديق القمامة والذي تحدث ببساطة عن حوار غير واقعي
«لا يوجد شئ هزلي أكثر من التعاسة... أوافق وبشدة على أن التعاسة هي الشئ الأكثر سخفا في العالم. في البداية نضحك منها من القلب، لكن هي نفسها مثل فكرة جميلة التي تشرح بفصاحة فنعجب بها لكن، لم نضحك لها في النهاية» أي أن (التعاسة الأكثر سخفا وهزلا في العالم نضحك منها في البداية ونبكى منها في النهاية)
هذه هي العبارة التي كانت ملخصا لمسرحيات بيكيت في هذه المرحلة.
تعتبر هذه المرحلة من أهم مراحل حياته الناجحة في أعماله النثرية حيث كتب رواياته الثلاثية: مولوي عام 1951, (مالون يموت) عام 1951, (الأسماء الضائعه) عام 1953. هذه الروايات الثلاث المكونة ثلاثية رواياته عمل بيكيت على تبسيطها وخلوها من التعقيد بمقدار شمولها على الأشياء الهامة في المواضيع فقط، لهذا السبب نستطيع أن نحدد تطور الأسلوب والمواضيع التي استخدمها بيكيت والتي نستطيع أن نصنفها بأنها المرحلة الناضجة في حياة بيكيت الأدبية. على سبيل المثال رواية مولوي كانت رواية بوليسية مشتملة إلى حد ما على العناصر التقليدية للرواية أي أنها تشتمل على الزمان، المكان، المصدر والموضوع. أما في (مالون يموت) بينما كان مستمرا في سريان الزمان بالمكان، ألغى استعمال المصدر والموضوع بنسبه كبيره. كان العنصر الاساسي في رواياته يظهر على شكل المونولوج. أما في رواية (الأسماء الضائعه) فقد قضى على احساس الزمان والمكان أي لا يوجد شعور لا بالزمان ولا المكان، بمعنى أن الموضوع الاساسي للرواية هو الصراع بين اضطراره للتحدث باستمرار حتي يداوم على وجود الصوت، وبين بحثه عن الصمت الذي يحمل في طياته إجبار قوي على الأقل في قوته.
من الممكن أن نلمح آثار الحرب العالمية الثانية من خلال أعمال بيكيت وآثاره. يبدو لنا انه أظهر من خلال رواياته أنه يحض على التشاؤم وعدم التفاؤل، بالرغم من هذا التشاؤم إلا أنه أظهر في رواية (الأسماء الضائعة) أنه كان يحث على الأمل حيث نلمح ذلك من الجمل الختامية لهذه الرواية
| صمويل بيكيت | مستمر وإن كنت غير مستطيع | صمويل بيكيت |

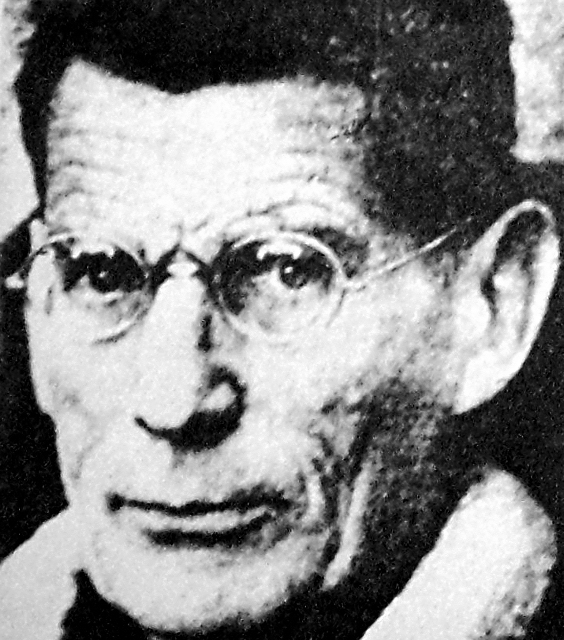
صامويل بيكيت في عام 1970

من بعد كتابة هذه الروايات اجتهد بيكيت من اجل امكانية الوصول لأعمال نثرية التي يمكن الاستمرار بها. أدى هذا الإجتهاد إلى ظهور قصص قصيرة منها (النصوص الأبدية) ومجددا في عام 1950 كتب بيكيت كتابه المسمى (أتساءل كيف) عام 1961 الذي كان بالطريقة النثرية والأكثر عمقا وجوهرية. حيث كان يحكى في بدايته عن رجل مجهول الهوية يحبو على الوحل ويحمل حقيبة مليئة بالمعلبات. كتب بيكيت في هذا الكتاب بأسلوب راقي نصفه بأسلوب الفقرات وكتابة الرسائل مستخدما علامات الترقيم:
«إذا ما كنت في الدنيا بمحيطها الواسع ومجالها الفسيح فأنت تشعر بالحياة اما إذا ما فقدت شعورك بسعتها وجمالها عندها تشعر بمفارقتك للحياة تتبدل الأشياء وتتغير الاحداث من جديد في المكان أو في مكان اخر وتتجمل الصور إذا ما ظهر لك في الافق ضوء جديد»
علي أي حال كان بيكيت مضطرا ان يقضي عشر سنوات ليعطي عملا نثريا غير الدراما الذي قدمها في كتاباته. حيث كتب رواية (أتساءل كيف) التي ترقى فيها بأسلوبه من حيث المضمون والشكل، وحينئذ بدأت فترة جديدة في كتابات بيكيت.

### المرحلة الأخيرة
بسبب معرفة بيكيت للفنون البصرية «الفن الحرفي» اتجه بيكيت إلى البساطة في عمله الأمر الذي جعلها أكثر وضوحا وأكبر عظمة وذلك على مدار عام 1960 وبداية عام 1970. اتضح ذلك من خلال أعماله التي كانت في عام 1950. من أكثر ما يمثلها مسرحية «التنفس» Soluk عام 1969 والتي كانت من بين الأعمال الدرامية. قد افتتح هذه المسرحية بجملة مقتبسة من مسرحيه «أوه! كلكوتا!» هذه العبارة تضمنت شخصية هلامية والتي استمرت 35
ثانية وكان الغرض منها تعليق تهكمي لهذا العمل المسرحي المنولوجي. استخدم بيكيت في مسرحياته السابقة عدد قليل من الشخصيات أما في الأعمال الدرامية منذ الفترة الاخيرة فقد زاد في الضيق والتحديد حيث اشتملت على العناصر الرئيسية فقط. على سبيل المثال، يتضح ذلك من خلال عمله الهزلي الساخر «اللعبة» والذي قام على ثلاثة اشخاص فقط. كما خصص بعض الكتابات التليفزيونية للمخرج «ماك ماكجوران» حيث جهز هذا العمل بكاميرا خاصه توجه باستمرار على وجه البطل ولقد سمى هذا العمل باسم «أخبر جوي» في عام 1963.أما في مسرحية «لست أنا» عام 1972 فقال عنها بيكيت «إن الظلام جزء رئيسي من العمل المسرحي».
قدم مسرحية «شريط كراب الاخير» بأسلوب يعتمد على ذاكرته الهادئة في الوقت الحاضر والتي كانت مقتبسه من الأحداث المؤلمة في الزمن الماضي. وجد في أعمال بيكيت التي كانت تعتمد على العناصر الرئيسية أن بعض الشخصيات كانت تقوم بأدوار مزدوجة. كما في مسرحية «أخبر جوي» التي كانت تعتمد على أصوات خارجيه بجانب شخصية البطل وكذلك كما في مسرحية «لست أنا».كل هذا مهد لمسرحية الكارثة التي كتبها في عام 1982 ثم أهداها إلى فاتسلاف هافيل والتي تعتبر من أهم الأعمال السياسية والانطباعات الدكتاتورية. في هذه الفترة عادت إلى بيكيت موهبته الشعرية بعد ان قضت أمدا طويلا في الركود الفكري. كما كان لبيكيت في هذه المرحلة أشعاره الجوهرية القصيرة جدا والتي كان يصل بعضها إلى حد الستة أبيات. قام بعض كتاب الأدب بترجمة أشعار بيكيت إلى اللغة الإنجليزية كما فعل «ديريك ماهون» إلا أنها لم تنشر هذه الترجمة. جمع بيكيت كتاباته المسترسلة في كتابه المسمى «الوقوع في الذلل» والذي كان يجمع بين دفتيه مجموعة قصص قصيرة بتاريخ 1976, والذي رسم غلاف هذا الكتاب
«جاسبر جونز» الرسام الأمريكي. كما أظهر بيكيت لونا من ألوان النهضة الأوربية التي عاشها في هذا المجال في أعماله الثلاث الرواية القصيرة «الصحبة» في عام 1979 والتي تم نشرها بعد ذلك بعنوان «بيزهين ميدو», الرواية القصيرة«بعثرة الأموال» بتاريخ 1982, الرواية القصيرة «ويرستوود هو» بتاريخ 1984. تناول بيكيت في أعماله الثلاثة سالفة الذكر والتي أطلق عليها اسم «الروايات المغلقة» موضوعات التحري والانطباعات بالأشخاص الذين كانوا يلعبون أدوارا درامية في كتاباته والذين استخدمهم بكثرة في مسرحياته.وكما نرى الجمل الختامية في مسرحية (الصحبة) «تخيل أن ينادي صوت لي أحدهم في الظلام، وهو يرقد على ظهره في الظلام، يمكنه معرفة ذلك من شعوره بالضغط في ظهره وكيف يتغير الظلام حين يغلق عينيه ومجددًا حين يفتحهما مجددًا. جزء صغير فقط مما قيل يمكن الثبوت منه. كأنه عندما يسمع أنت ترقد على ظهرك في الظلام، بالتالي عليه التسليم بصحة ما قيل». كتب آخر أعماله «ما هي الكلمة» عام 1988 حيث كتبها على فراشه لأنه كان مريضا في آخر أيام حياته. بالإضافة إلى أنه وجد له مختارات شعرية باللغة الفرنسية.

## آثاره
كان بيكيت يهتم كثيرا بفن الحداثة (الفنون البصرية) والذي كتب جميعه باللغة الإنجليزية الأمر الذي كان سببه في مهاجمة بيكيت لأنه كان معاديا فيها للواقعية. استطاع بيكيت ضبط الحالة الاجتماعية للبشرية الأمر الذي مهد طريقا لفتح مسرحياته وروايته التي تخلصت من المواضيع التقليدية وإفراد الزمان والمكان. كما قدم كلا من فاكلاف هافيل، «ايدين هيغنز» وهارولد بنتر العرفان والامتنان لبيكيت. بدأ تأثر بيكيت الأساسي ب جيل بيت عام 1950, وأصبح متعلقا بالأدب التجريبي الذي كان في عام 1960. أما في konser tanıtım yazısı ايرلندا]] فقد تأثر بالشعراء مثل «جون بانفيل» و «ديريك ماهون». كان لموضوعات بيكيت الفضل في ظهور أعمال موسيقية لفنانين كثيره في القرن 20 منهم، «لوتشيانو بيريو», «جيورجي كورتاج», «مورتون فيلدمان», فيليب قلاس، «هاينز هوليجر» و «باسكال دوسابين». كما تأثر كثيرا من الفنانين التشكيلين بأعمال بيكيت مثل «بروس نومان»,
«الاسكندر اروت» و «افيغدور اريكها». تأثر «افيغدور اريكها» بالحياة الأدبية لبيكيت الأمر الذي جعله يرسم صور عديدة لبيكيت كذلك، قد رسم أعمال عديدة له. قام النقاد بتشبيه البطلين الموجودين في مسرحية فى انتظار غودو «فلاديمير» و «استراجون» بالبطلين «ويلى» و «آدى» الموجودين في الفيلم المسمى «أغرب من الفردوس» الذي أقيم عام 1984 للمخرج الأمريكي «جيم جارموستش». يعتبر بيكيت من أشهر شعراء القرن 20 والذي تم مناقشتهم على نطاق واسع.تنقسم وجهات النظر النقدية في أعمال بيكيت إلى فريقين الأولى: في النقد الفلسفي بآراء جان بول سارتر وتيودور أدورنو، قد مدحوه لأنه أظهر العبث، وفي انتقادات آخرى تم مدحه لأنه رفض البساطة في أشعاره، ثانيا: يرى بعض النقاد أمثال جورج لوكاش أن بيكيت لم يقدر الوضع الفلسفى في أعماله لذا كان موضع انتقاد. قام «جون مينيهان» المصور المعروف بتصوير بيكيت عدة صور تعتبر من أفضل الصور التي تصورها بيكيت. تطورت العلاقة ما بين بيكيت و «جون مينيهان» ما بين عامي 1980 1985 وفي آخر المطاف صار هذا المصور هو المصور الخاص لبيكيت ومن الجدير بالذكر، أن من ضمن الصور التي صورها له ثلاث صور صارت من أهم الصور في القرن 20. وأيضا من أهم المصورين الذين تعاملوا مع بيكيت جون هاينز المصور المسرحي هذا المصور الذي كان صور له صوره طبعت أكثر وكانت لها أهميه خاصة وقد استعملت بعد ذلك غلافا للسيرة الذاتية التي كتبها «نولسون» عن بيكيت. كما قام بتصوير بروفات في مسرح الديوان الملكي «رويال كورت» في الندن. كما صور إنتاجا عديدا من صور الفوتوغرافيا لبيكيت.
وفي الاحتفال بالذكرى المئوية لبيكيت عام 2006 قام البنك المركزي في ايرلندا بطبع 20 فئه (افرولك) من النقود الذهبية. ومن ثم تم عقد بروتوكول في ايرلندا جاء بواسطة استخدام النقود الذهبية في طباعة وتداول أعمال «صاموئيل بيكيت 1906_1989». احضرت هذه العملة بصورة مشتركة بين وجه بيكيت والغلاف الخاص بالمسرحية الأكثر شهرة له فى انتظار غودو.

## الميراث الأدبي
كانت جميع حقوق النشر لمسرحيات بيكيت محفوظة من قبل ابن أخيه المخرج المسرحي «ادوارد بيكيت» الذي اشتهر بتنظيمه الصارم للكيفية التي ستعرض بها المسرحيات للجمهور فلا يسمح بالإخراج الضعيف الذي لا يتوافق مع قوانين المسرح في مسرحيات بيكيت.

## الفهرس المختار

### الدراما

#### المسرح
- إلوثيرا (1947؛ نشر 1995)
- في انتظار غودو (1952)
- المسرحية الصامته (1956)
- المسرحية الصامته (1956)
- نهاية اللعبة (1957)
- شريط كراب الأخير (1958)
- جزء دي مسرح I (في أواخر عام 1950)
- جزء دي مسرح II (في أواخر عام 1950)
- الأيام السعيده (1960)
- اللعبة (1963)
- الوصول والمغادرة (1965)
- التنفس (1969)
- لست أنا (1972)
- هذه المرة (1975)
- الخطوات (1975)
- سولو (1980)
- المهد (1981)
- ارتجال أوهايو (1981)
- الكارثة (1982)
- ماذا، أين (1983)

#### الإذاعة
- الساقطون جميعا (1956)
- من العمل المتروك (1957) From an Abandoned Work
- الجمرات (1959)
- الأغنية القديمه (1960)
- مشروع المسرحيه الإذاعيه Radyo Oyunu Taslağı I (1961)
- Radyo Oyunu Taslağı II (1961)
- كلمات وأغانى (1961)
- كاسكندو (1962)

#### التليفزيون
- أخبر جوى (1965)
- شبح الثلاثى (1975)
- لكن الغيوم (1976)
- رباعيه (1981)
- ليالى وأحلام (1982)

#### السينما
- الفيلم (1965)

### النثر

#### روايه
- أحلام المرأة العاديه (1932؛ نشر 1992)
- ميرفي (1938)
- واط (1945؛ نشر 1953)
- ميرسييه وكامير (1946؛ نشر 1970)
- مولوي (1951)
- مالون يموت (1951)
- الأسماء الضائعه (1953)
- أتساءل كيف (1961)

#### الروايات والقصص القصيره
- علاقات بلا عشق (1934)
- المطرود (1946)
- المهدئ (19469
- النهاية (1946)
- نصوص أبديه (1954)
- بعثرة الأموال (1981)
- الحب الأول (1973)
- الوقوع في الذلل (1976)
- الصحبة (1979)
- (1981)
- ويرستوورد هو (1984)
- حركات ثابته (1988)

#### الإنتاج الخارجى
- بروست (1931)
- ثلاث نقاشات (ما بين جورج دوتهيت وجاك بوتنام) (1958)
- ديسجيستا (المختارات المجمعه لبيكيت) (1983)

### الشعر
- وروسكوب (1930)
- عظام ايكو ورواسب أخرى (1935)
- قصائد انجليزيه مجمعه (1961)
- قصائد انجليزيه وفرنسيه مجمعه (1977)
- ما هي الكلمة (1989)

### الترجمة
- نيغرو «الزنجى» مجموعه من الكتابات الأدبيه المختاره (نانسى كونارد، محرر) (1934)
- آنا ليفيا بلوروابيل (ترجمة بيكيت وآخرين لجيمس جويكا) (1931)
- كتابات لقصائد مكسيكيه (اوكتافيو باز، محرر) (1958)
- اللحن القديم (روبرت بينجيت) (1963)
- ما هي السريانيه: مقالات مختاره (اندريه بروتون) (مجموع لنظم قصيرة متنوعه)

## روابط خارجية
- صمويل بيكيت على موقع إي آس بي آن كريك إنفو (الإنجليزية)
- صمويل بيكيت على موقع IMDb (الإنجليزية)
- صمويل بيكيت على موقع الموسوعة البريطانية (الإنجليزية)
- صمويل بيكيت على موقع مونزينجر (الألمانية)
- صمويل بيكيت على موقع ألو سيني (الفرنسية)
- صمويل بيكيت على موقع ميوزك برينز (الإنجليزية)
- صمويل بيكيت على موقع أول موفي (الإنجليزية)
- صمويل بيكيت على موقع قاعدة بيانات برودواي على الإنترنت (الإنجليزية)
- صمويل بيكيت على موقع قاعدة بيانات الأفلام السويدية (السويدية)
- صمويل بيكيت على موقع إن إن دي بي (الإنجليزية)
- صمويل بيكيت على موقع ديسكوغز (الإنجليزية)